# マステドン
マステドン（Mastedon）は、1980年代半ばにディノとジョン・エレファンテ（カンサスの元リード・シンガー兼ソングライター）の兄弟が結成したクリスチャン・ロック・バンドである。このバンドは主にスタジオ・プロジェクトとして結成され、3枚のフル・アルバムと、2曲の単発曲をコンピレーション・アルバムでリリースしている。マステドンは、2009年にイタリアのレーベルであるフロンティアーズ・レコードと契約し、アルバム『スリー』をリリースした。

## ディスコグラフィ

### スタジオ・アルバム
- It's a Jungle Out There! (1989年、Regency)
- Lofcaudio (1990年、Pakaderm)
- 『スリー』 - 3 (2009年) ※with ジョン・エレファンテ名義。『Revolution of Mind』として再発あり

### コンピレーション・アルバム参加曲
- "Wasn't It Love" from California Metal (1987年)
- "Get Up" from California Metal II (1988年)